# 浉河 (河流)
浉河，古称“浉溪”，南朝齐建武二年（495年）改称“浉水”，是淮河上游右岸的一条支流，全长141.5公里，流域面积2070平方公里。

## 概况
浉河发源于河南省信阳市南部韭菜坡（海拔828.6米）北麓，正源为谭家河，向西北流汇飞沙河后始称浉河，然后向北注入南湾水库。浉河出南湾水库大坝后，东南流经信阳市市区，经过平桥水利枢纽后折向东北，最后在罗山县西北部高店乡浉淮村汇入淮河。

## 流域概况
浉河流域地跨湖北、河南两省四县（市、区），流域内地势由西南向东北倾斜，山丘区面积占3/4，河床比降0.91‰。流域内年平均降水量为1195.9毫米，其中汛期降水量约占全年的66％。历史上流域内水旱灾害频发。现流域内建有2座大型水库（花山水库，南湾水库），2座中型水库，105座小型水库，控制流域面积1589.42平方公里，总库容19.5亿立方米。